# 사이드 압드발리
사이드 무라드 압드발리(페르시아어: سعيد مراد عبدولى,‎ 1989년 11월 4일~)는 이란의 레슬링 선수이다. 2016년 하계 올림픽 남자 그레코로만형 웰터급 종목에서 동메달을 획득했으며 세계 선수권 대회에서 금메달 1개, 동메달 2개를 획득했다.